# Pickett’s Charge
Carga de Pickett ou Assalto de Pickett (em inglês: Pickett's Charge) foi a famosa carga de infantaria confederada ordenada pelo General Robert E. Lee, em 3 de julho de 1863, durante o terceiro dia da Batalha de Gettysburg. O assalto contra as posições federais inexpugnáveis das tropas da União em Cemetery Ridge acabou sendo repelido com grandes baixas, decidindo a maior batalha da Guerra Civil dos Estados Unidos a favor dos Unionistas. A derrota significou um ponto de inflexão no conflito, interrompendo uma série de brilhantes vitórias confederadas no teatro de operações oriental. O ataque tornou-se também um marco indelével na memória do povo dos estados do sul e um dos grandes emblemas do movimento literário e intelectual conhecido como "Lost Cause".

## Antecedentes
Nos primeiros dois dias da batalha, o Exército da Virgínia do Norte confederado obteve um relativo sucesso, ganhando terreno em várias frentes. Entretanto, os federais do Exército do Potomac foram empurrados para uma posição defensiva formidável. Do sul para o norte, as defesas estendiam-se sobre uma longa elevação chamada Cemetery Ridge. Então, a linha defensiva curvava-se num semi-círculo voltado para o norte sobre as elevações de Cemetery Hill e Culp's Hill, dando ao conjunto do perímetro defensivo federal a aparência de um anzol. Essa disposição conferia as forças da União a vantagem das linhas internas: as tropas podiam ser deslocadas rapidamente no interior do anzol, reforçando quaisquer pontos que estivessem sob ameaça. Os confederados ocuparam uma posição paralela, muito mais aberta.
Gal. Lee optou por empreender a carga contra o centro das posições federais em Cemetery Ridge, esperando que o comandante das tropas federais George Meade tivesse enfraquecido o centro para reforçar as alas que estiveram sob ataque no dia anterior. Mas o movimento foi corretamente antecipado por Meade, que manteve o centro forte.

## A Carga
A execução coube ao experiente Ten.Gal. James Longstreet, braço direito do Lee, que aceitou a ordem sob veementes protestos. Longstreet, segundo seu próprio testemunho, teria dito ao comandante sulista que, tendo sido militar a vida inteira, sabia muito bem o que soldados podiam fazer e que não haveria 15 mil soldados na face da terra capazes de tomar Cemetery Ridge. Para o ataque, Lee colocou a disposição de Longstreet as divisões de Maj. Gal. Isaac R. Trimble, Brig. Gal. J. Johnston Pettigrew e Maj. Gal. George Pickett. Curiosamente, o assalto todo ficou conhecido sob o nome desse último, que comandava aproximadamente um terço das tropas atacantes. Do outro lado, aguardava o Segundo Corpo do Exército do Potomac, sob Maj. Gal. Winfield S. Hancock. 
A carga foi precedida pelo fogo de preparação de mais de 150 peças confederadas, constituindo a maior concentração de fogo de artilharia daquela guerra. O bombardeio foi bastante ineficaz, em parte devido a temporização falha dos projeteis fabricados nos estados do sul. O fogo de contrabateria lançado pelos federais foi muito melhor sucedido. Mesmo os tiros longos, que ultrapassavam as posições da artilharia rebelde, causavam sérias baixas castigando a infantaria que estava aguardando a ordem para assalto na mata logo atrás. 
Num determinado momento, o experiente comandante da artilharia da União Henry J. Hunt silenciou os seus canhões. Confederados concluíram que as baterias federais haviam sido postas fora de combate. Desejando poupar a escassa munição para suportar o assalto, os rebeldes também suspenderam as salvas. Nesse momento 12 500 homens, marchando ombro a ombro, deixaram a mata para atravessar os longos 1 200 m até as linhas inimigas, completamente expostos aos tiros das linhas da União. No caminho, encontraram uma cerca que contribuiu para retê-los por mais tempo sob a mira. Já próximas ao alvo, as tropas confederadas receberam violento fogo enfiado das baterias habilmente dispostas por Hunt. Num único ponto, os rebeldes atingiram a linha federal, mas os reforços estancaram a penetração rapidamente e os atacantes foram repelidos. Mais da metade dos homens que começaram a carga não retornou as suas linhas. Lee, reconhecendo a derrota, ordenou a retirada.

## Consequências
A futilidade do ataque realizado com um enorme custo em vidas representou um tremendo golpe psicológico para as confiantes forças confederadas. As vitórias contundentes na Segunda Batalha de Bull Run, em Fredericksburg e em Chancellorsville conferiram a Lee uma áurea quase mítica. Mas a derrota catastrófica em Gettysburg era evidentemente uma consequência de um julgamento pobre de Lee, muito parecido com que ocorreu na Batalha de Malvern Hill. Lee continuou sendo adorado pelos seus soldados, mas a crença na vitória não era mais inabalável.
Pickett's Charge é frequentemente identificado como o "marco alto da confederação" ("Confederation high water mark"), o momento em que no apogeu da sociedade confederada converteu-se em rápido declínio.
Os partidários da "Lost Cause" buscaram isentar o General Lee da culpa, embora ele mesmo a reconhecesse, acusando o general Longstreet pelos erros de execução, que incluiriam lentidão em tomar a posição e marcha sobre um trajeto que permitiria uma boa observação para as tropas federais. 
A galante porém fútil carga tornou-se um símbolo emblemático daquele movimento e um marco especial na memória do povo do sul dos Estados Unidos. William Faulkner em Intruder in the Dust descreve os instantes que antecedem ao Pickett's Charge como um momento que qualquer rapaz sulista de 14 anos consegue invocar, sempre que o desejar.